# حصن العراقي
حصن العَراقي هو احد معالم قريه العراقي وهو حصن يعود بناءه إلى اكثر من 300 سنة.

## الموقع
يقع حصن العراقي في منتصف مستوطنة العراقي بولاية عبري التابعة لمحافظة الظاهرة. وهو على بعد واحد كيلومتر من الشارع العام الواصل بين (عبري-مسكن). ويجاور هذا الحصن سوق العراقي القديم ومسجد الإمام جابر بن زيد وشريعة العراقي.

## البناء
بني الحصن من الجص والطين قبل قرابة 300 سنة ولكن رُمم عام 2010 عن طريق وزاره التراث والثقافة. يتكون الحصن من برجين و 10 طوابق وبه بئران ماء وثلاثة بوابات رئيسية. لدخول الحصن وفيه بيوت وغرف وسبله تسمى سبلة الإمام. وهو الآن من ابرز المعالم السياحية لدى بلدة العراقي.

## المصدر
1. 1 2 3  ناصر العبري (13 يناير 2017). "حصن بلد العراقي بولاية عبري يقف في شموخ يحكي قصص الأجداد". الرؤية. اطلع عليه بتاريخ 2024-02-09.

•الهيئة الإعلامية الرسمية العمانية بوزارة التراث والسياحة.